# Гэмбл, Джон Маршалл
Джон Маршалл Гэмбл (англ. John Marshall Gamble; 1863—1957) — американский художник-импрессионист. Входил в калифорнийскую школу импрессионизма.

## Биография
Родился 25 ноября 1863 года в городе Морристаун, штат Нью-Джерси.
Первоначальное художественное образование получил в школе дизайна (англ. School of Design) в Сан-Франциско, обучаясь у Вирджила Уильямса и Emil Carlsen. Как и многие другие американские художники, Гэмбл совершил поездку в Европу, где обучался в парижской Академии Жюлиана у Жана-Поля Лорана и Жана-Жозефа Бенжамен-Констана, а также посещал Академию Коларосси.
В 1893 году вернулся в США, открыл в Сан-Франциско собственную студию. Регулярно выставлялся в San Francisco Art Association, Philadelphia Art Club и в American Watercolor Society (в Нью-Йорке). Во время разрушительного землетрясения в Сан-Франциско 1906 года сам Гэмбл не пострадал, но его студия была разрушена и все картины, в ней находившиеся — уничтожены. Осталось только несколько полотен, которые находились у продавца картин. Гэмбл решил переехать в Лос-Анджелес, где жил и работал его коллега художник Элмер Вахтель (1864—1929). По пути к нему художник остановился в городе Санта-Барбара и, будучи покоренный его красотой, решил остаться в нём жить.
В 1908 году Джон Гэмбл снова отправился в Париж, а также побывал на Ближнем Востоке. На обратном пути в Санта-Барбару он сделал остановку в Аризоне, посетив Большой каньон и прилегающие к нему места. В 1925 году художник снова пережил землетрясение, произошедшее в Санта-Барбаре, но ни он, ни его картины не пострадали. Следующие 25 лет своей жизни он посвятил городу, работая консультантом Архитектурного совета по восстановлению и развитию Санта-Барбары. Одновременно с 1929 года он работал преподавателем в школе Santa Barbara School of the Arts вместе со своим другом-художником Белмором Брауном (1880—1954).
С возрастом ухудшилось зрение, и Гэмбл стал меньше писать. Он умер 7 апреля 1957 года после непродолжительной болезни.
В 1909 году художник участвовал в выставке Alaska-Yukon-Pacific Exposition, проходившей в Сиэтле, получив здесь золотую медаль. Был членом художественных сообществ Американская федерация искусств, San Francisco Art Association, Santa Barbara Art Association, Foundation of Western Artists.

## Труды
За свою долгую жизнь Джон Гэмбл создал множество работ, украшающих музеи и художественные коллекции по всем Соединённым Штатам. Он получил широкое признание в 1920-х годах и получил прозвище Dean of Santa Barbara Artists («Декан (глава) художников Санта-Барбары»).